# Alfred Borriglione
Alfred Borriglione, nato Giovanni Battista Fernando Alfredo Borriglione, (Nizza, 17 febbraio 1841 – Sospello, 29 agosto 1902), è stato un politico e avvocato francese.

## Biografia
Studiò giurisprudenza all'Università di Aix dopodiché mosse i primi passi in politica contrastando l'Impero bonapartista ed il plebiscito del 1870. Membro del Comitato Nizzardo, Borriglione era inizialmente favorevole al ritorno di Nizza al Regno d'Italia. Eletto consigliere municipale nella sua città natale nel 1871, si riconobbe progressivamente nello Stato francese  fino ad essere eletto deputato per le Alpi Marittime nel 1876. Nel maggio 1877 Borriglione fu uno dei firmatari del manifesto dei 363.
Uomo di sinistra, Borriglione ha quindi sostenuto Léon Gambetta e Jules Ferry e si è affiliato all'Unione Repubblicana.
Morì nel 1902 ed è sepolto nel cimitero del castello di Nizza.